# Свобода, Антонин (футболист)
Антонин Свобода (чеш. Antonín Svoboda; родился 14 марта 2002) — чешский футболист, нападающий клуба «Карвина».

## Клубная карьера
Уроженец Брно, Антонин начал карьеру в молодёжной команде местного клуба «Зброёвка». В июле 2018 года стал игроком футбольной академии австрийского клуба «Ред Булл Зальцбург». В сезоне 2020/21 выступал за клуб «Лиферинг» на правах аренды. 25 февраля 2021 года дебютировал в основном составе «Зальцбурга», выйдя на замену Патсону Дака в матче 1/16 финала Лиги Европы УЕФА против «Вильярреала».
В июле 2021 года вернулся в Чехию и подписал долгосрочный контракт с клубом «Карвина».

## Карьера в сборной
Выступал за сборные Чехии до 15, до 16, до 17, до 19 и до 20 лет.